# Guy Lizotte
Pour les articles homonymes, voir Lizotte.
Guy Lizotte, né le 12 février 1953 à Opasatika (Ontario, Canada) et décédé le 21 avril 2001, est un poète franco-ontarien.

## Biographie
Guy Lizotte a grandi à Saint-Pie-X, un village situé à Hearst dans le Nord de l'Ontario. Entre 1977 et 1979, il travaille au journal Le Nord. Guy Lizotte participe à la mise sur pied de la radio communautaire de Hearst, CINN-FM. En 1991, il retourne aux études à l'Université de Hearst puis à l'Université Laurentienne dans le but de devenir travailleur social. Il meurt à l'âge de 47 ans alors qu'il travaille à la réédition de ses deux recueils de poésie. Les Éditions du Nordir les font paraître en avril 2002. En plus de la poésie, Guy Lizotte publie des contes et des chansons. 

## Thèmes et extraits

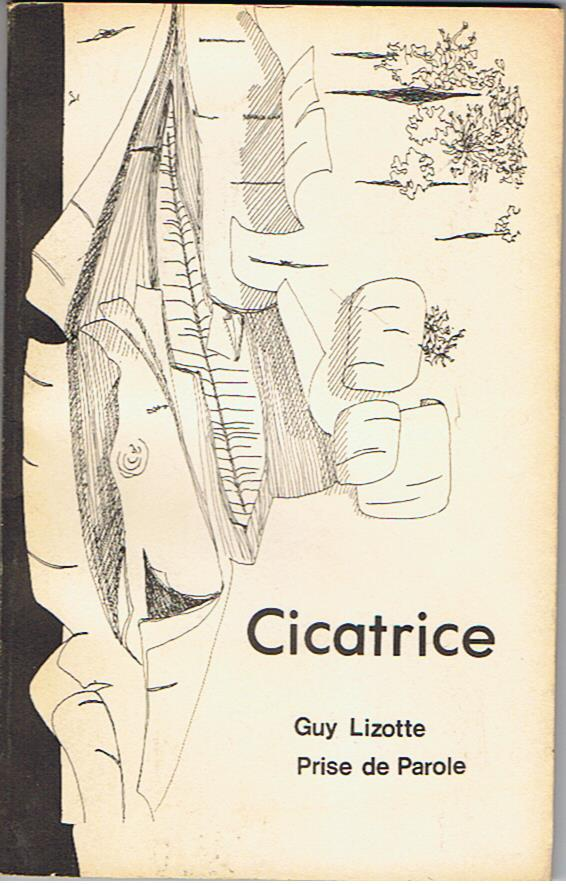
Couverture de Cicatrice illustré par Laurent L Vaillancourt

Dans Cicatrice (1977),  l'immense forêt menacée par l'intrusion du monde de la ville. Ainsi, il écrit : 
« Et nous resterons ensemble
Et nous serons la forêt
Nous danserons dans la brise
Dans ce souffle de nos souffles  --- Guy Lizotte, Cicatrices »
.

Son recueil La Dame blanche (1981) est un mélange de poèmes, de contes et de sentences traitant de l'hiver, de la solitude, du besoin de la lumière :
« quelques poussières s'émerveillent en touchant des doigts un soleil
venu rêver - par un trou usé
de mon grenier --- Guy Lizotte, La Dame blanche »
 La dame blanche est la neige mais également la cocaïne.

## Œuvres
Poésie
- 1977 - Cicatrice, Éditions Prise de parole.
- 1981 - La Dame blanche, Éditions du Boréal.
- 2002 - Reprises, Éditions Le Nordir, collection «BCF».

Scénario
- 1978 - Les Quenouilles, Office national du film du Canada.